# Dieter Klöcker
Dieter Klöcker, né le 13 avril 1936 à Wuppertal et décédé le 21 mai 2011 à Kirchzarten, est un clarinettiste et chef d'orchestre allemand.

## Biographie
Dieter Klöcker étudie avec Karl Kroll et plus tard avec Jost Michaels (de) à l'Académie de musique de Detmold, dont il sort diplômé. Il travaille ensuite pendant neuf ans comme clarinettiste solo dans de nombreux orchestres et réalise de nombreux concerts et enregistrements en tant que soliste à la radio. Il a également une carrière de concertiste pour des tournées de concerts en Europe et dans le monde entier.
Il joue les pièces de clarinette de Wolfgang Amadeus Mozart, Carl Maria von Weber, Louis Spohr, Felix Mendelssohn Bartholdy, Bernhard Crusell ainsi que les premières œuvres romantiques de Heinrich Backofen lors de concerts et d'enregistrements. Il fait découvrir la musique de compositeurs oubliés tels que Jan Václav Kněžek et Carl Andreas Göpfert (dont il enregistre trois concerts de clarinette en 2008).
De 1975 à 2001, Dieter Klöcker est professeur à l'Université de musique de Fribourg. Son successeur à ce poste est Jörg Widmann. Il travaille comme chercheur en musique, entre autres, sur la musique juive, anime des master classes, séminaires et colloques internationaux et il est actif en tant que rédacteur en chef. Pendant des décennies de travail, il constitue des archives en musique de chambre portant sur la musique classique des XVIIIe et XIXe siècles et se consacre également aux compositeurs rarement interprétés,.
Klöcker fonde le 8 février 1962 l'ensemble Consortium Classicum (de), dont il est le chef d'orchestre et avec lequel il joue dans de nombreux concerts et festivals de musique en Allemagne et à l'étranger. Il réalise des enregistrements avec EMI, cpo, Teldec, Columbia Records, Orfeo, MDG, Novalis et Koch-Schwann, entre autres. Beaucoup d'entre eux reçoivent des prix tels que le prix allemand du disque (de), le «Premio della Critica Discografica Italiana» et le Wiener Flötenuhr (en) (Viennese Musical Clock). Il entretient une longue collaboration musicale et une amitié avec le pianiste Werner Genuit (en) (1937–1997) qu'il connaît depuis son enfance à Wuppertal.
À la fin de sa vie, Dieter Klöcker commence une biographie, qui reste inachevée. Il meurt à Kirchzarten près de Fribourg le 21 mai 2011.
Le label MDG publie à titre posthume un coffret de 7 CD en son honneur, qui donne un aperçu de son travail.

## Publications
- Recherche musicologique avec des articles dans diverses revues sur Ludwig van Beethoven, Antonio Casimir Cartellieri, Joseph Haydn, Franz Anton Hoffmeister, Giacomo Meyerbeer, Wolfgang Amadeus Mozart, Ignaz Pleyel et autres.
- (de) Handbuch der Musikpädagogik, Vol.3, Bärenreiter 1994 La clarinette
- (de) Medizinische Probleme bei Instrumentalisten  (traduction en (fr): Problèmes médicaux avec les instrumentistes), Laaber Verlag 1995 Ursache und Wirkung (traduction en (fr): cause et effet).
- (de) Kongreßbericht 1997 des Forschungsinstituts für Instrumental- und Gesangspädagogik (traduction en (fr): Rapport du congrès 1997 de l'Institut de recherche pour la pédagogie instrumentale et vocale), Schott 1998 Fehlgeleitete Musikerpotentiale (traduction en (fr): Des potentiels de musiciens mal accompagnés)

## Discographie sélective

### Avec le Consortium Classicum
Dieter Klöcker a participé à plus de 100 enregistrements disponibles sur CD avec le Consortium Classicum, dont :
- Harmoniemusiken de Wolfgang Amadeus Mozart (3 CD avec des arrangements de L'enlèvement du sérail, La Flûte enchantée, La Clemenza di Tito, Le Mariage de Figaro et Don Giovanni)
- Musique de chambre complète pour instruments à vent de Ludwig van Beethoven (4 CD CPO avec le septuor op.20, des duos, la musique d'harmonie Fidelio (après l'op.72), l'octuor en mi bémol majeur op.103, trio en ut majeur op.87, sextuor en mi bémol majeur op.71, ainsi que quelques œuvres sans numéro d'opus)

### Avec le Concerto Amsterdam
- 1972 : Aus Schlössern und Residenzen - München, œuvres de Franz Danzi et Peter von Winter, avec Karl-Otto Hartmann (basson) (Acanta 442152-2)
- 1972 : Aus Schlössern und Residenzen - Thurn und Taxis, œuvres de Pokorny, Abel, Hoffmeister et von Schacht, avec Pierre Feit (hautbois), Frans Vester (flûte), Hermann Baumann et Christoph Kohler (cors), Jaap Schröder (direction et violon) (Acanta 442173-2 et 442174-2)
- 1972 : Aus Schlössern und Residenzen - Nürnberg, œuvres de Backofen, avec Waldemar Wandel (clarinette) (Acanta 442168-2)
- 1972 : Klarinettenkonzerte de Hoffmeister et von Schacht (LP EA 23.145)
- 1978 : Symphony concertante B flat major for clarinet, bassoon, 2 oboes, 2 horns, & strings de Johann Christoph  Vogel, avec Karl-Otto Hartmann (basson) (LP Acanta 40.23 140)

### Avec l'Orchestre de chambre de Prague
- 1996 : Concertos pour clarinette et orchestre d'Antonio Casimir Cartellieri (MDG Gold 301 0527-2)
- 1997 : Concertos pour clarinette et orchestre de Michel Yost (MDG Gold 301 0718-2)
- 1997 : Klarinettenkonzerte de Joseph Haydn, avec Waldemar Wandel (clarinette) (Orfeo C 448 971 A)
- 1998 : Concertos pour clarinette et orchestre de Wolfgang Amadeus Mozart  (MDG Gold 301 0755-2)
- 1999 : Klarinettenkonzerte de Pedro Étienne Solère, avec Sandra Arnold (clarinette) (Orfeo 481 991 A, 1999)
- 2000 : Beethoven Kontrafakturen, œuvres d'Adolf Wallnöfer, Iwan Müller, Christian Rummel et Johann Sobeck (Orfeo C 064 001 A)
- 2001 : Klarinettenkonzerte de Heinrich Joseph Bärmann (Orfeo C 065 011 A, 2001)
- 2002 : Bläserkonzerte d'Antoine Reicha, avec Sarah Willis (cor) et Karl-Otto Hartmann (basson) (Orfeo C 170 021 A)
- 2002 : Klarinettenkonzerte de Leopold Kozeluch (Orfeo C 193 061 A)
- 2004 : Klarinettenkonzerte & Concertante de Saverio Mercadante, avec Giuseppe Porgo (clarinette) (Orfeo C 114 041 A, 2004)
- 2006 : Serenade D-Dur MH 68 de Michael Haydn (Orfeo C029 071 A)
- 2009 : Klarinetten-Konzertstücke de Carl Baermann et Felix Mendelssohn Bartholdy, avec Luigi Magistrelli (cor de basset) et Giuseppe Porgo (clarinette) (Orfeo C 673 091 A)

### Autres enregistrements
- 1986 : Romantic Clarinet Concertos, œuvres de Peter Josef von Lindpaintner, Franz Danzi, Carl Gottlieb Reissiger et Johann Wenzel Kalliwoda, avec le Radio-Symphonie-Orchester Berlin, dir. Jesús López Cobos (Koch Schwann Musica Mundi 311 045 H1)
- 1987 : Romantische Konzertstücke für zwei Klarinetten, Bassethorn und Orchester, œuvres de Carl Baermann, Franz Cramer et Felix Mendelssohn, avec Waldemar Wandel (clarinette) et le Sinfonieorchester des Südwestfunk, dir. Arturo Tamayo (Koch Schwann Musica Mundi 311 158 G1)
- 1990 : Concertos for clarinet, bassoon and orchestra, œuvres de Johann Friedrich Schubert et Peter von Winter, avec Karl-Otto Hartmann (basson) et le Suk Chamber Orchestra Prague, dir. Petr Škvor (MDG Gold 301 0527-2)
- 1990 : Klarinettenquintette, œuvres de Giacomo Meyerbeer, Louis Spohr, Ferruccio Busoni et Heinrich Joseph Bärmann, avec le Philharmonia Quartett Berlin (Meyerbeer-Bärmann) et le Consortium Classicum (Spohr-Busoni) (Orfeo C 213 901 A)
- 1990 : Konzerte für Klarinette und Fagott, œuvres de Franz Danzi, Wolfgang Amadeus Mozart et Carl Philipp Emanuel Bach, avec Karl-Otto Hartmann (basson), Jürgen Normann (contrebasse) et le Suk Chamber Orchestra Prague, dir. Petr Škvor (MDG 301 0365-2)
- 1992 : Clarinet and Orchestra, œuvres de Ferdinand David, Anton Stadler, Hummel, Louis Spohr, Andreas Spaeth, Conradin Kreutzer, avec Michael Heitzler (clarinette) et le Czecho-Slovak Radio Symphony Orchestra, dir Gernot Schmalfuss (Marco Polo 8.223431)
- 1993 : Klarinettenkonzerte de Theodor von Schacht, avec Oliver Link et Waldemar Wandel (clarinettes) et le Bamberger Symphoniker, dir. Hans Stadlmair (Orfeo C 290 931 A)
- 1995 : Grand Duo Brillant, œuvres de Carl Maria von Weber, Iwan Müller et Johann Ludwig Böhner, avec le pianiste Werner Genuit (CPO 999 626-2, enregistré en 1995 et publié en 1999)
- 1996 : Konzertestücke für Klarinetten, Fagott und Orchester de Gioachino Rossini, avec le SWF Sinfonieorchester, dir. Holger Schröter-Seebeck (Orfeo C 417 961 A)
- 1996 : Concertos for 2 Clarinets de Franz Krommer, avec Waldemar Wandel (clarinette) et le Radio-Sinfonieorchester Stuttgart, dir. Wolf-Dieter Hauschild (Koch Schwann 3-1077-2 H1)
- 1997 : Concertos pour Clarinette des chapelles impériales et royales - Vienne - Berlin Vol. 1, œuvres de Ludwig August Lebrun, Johann Joseph Beer et Franz Anton Hoffmeister, avec Waldemar Wandel (clarinette) et le Münchner Kammerorchester, dir. Hans Stadlmair
- 1998 : Concertos pour clarinette de Mozart, Joseph Leopold Eybler et Franz Xaver Süßmayr, avec l'English Chamber Orchestra, dir. Wolf-Dieter Hauschild (Novalis 150 061-1)
- 1999 : Clarinet Concertos 1 & 2 - Concertos for 2 Horns d'Antonio Rosetti, avec Klaus Wallendorf et Sarah Willis (cors) et le SWR Sinfonieorchester Baden-Baden und Freiburg, dir. Holger Schröter-Seebeck (CPO 999 621-2)
- 1999 : Chamber Music de Norbert Burgmüller, avec Hiroko Maruko (piano), Mitsuko Shirai (soprano) et Hartmut Höll (piano) (MDG 0926-2)
- 2000 : Drei Klarinettekonzerte "Die Böhmischen" - Three Clarinet Concertos de Jan Václav Kněžek, avec le Südwestdeutsches Kammerorchester Pforzheim, dir. Gernot Schmalfuss (Novalis, 150 158-2)
- 2004 : Orchesterwerke de Peter von Winter, avec Isolde Siebert (soprano) et le Südwestdeutsches Kammerorchester Pforzheim, dir. Johannes Moesus (Orfeo C 192 041 A)
- 2005 : Klarinettenkonzerte de Franz Anton Hoffmeister, avec Giuseppe Porgo (clarinette) et le Südwestdeutsches Kammerorchester Pforzheim, dir. Johannes Moesus (Orfeo C 622 051 A)
- 2005 : Concertos for Clarinet & Orchestra de Georg Heinrich Backofen, avec le SWR Rundfunkorchester Kaiserslautern, dir. Johannes Moesus (CPO 777 065-2)
- 2006 : Clarinet Sonatas - Clarinet Trios de Ferdinand Ries, avec Armin Fromm (violoncelle) et Thomas Duis (piano) (CPO 777 036-2)
- 2008 : Clarinet Concertos 1 & 2 - Sinfonia Concertante d'Ignace Joseph Pleyel, avec Sandra Arnold (clarinette) et le Südwestdeutsches Kammerorchester Pforzheim, dir. Sebastian Tewinkel (CPO 777 241-2, 2008)
- 2008 : Clarinet trios, œuvres de Beethoven, Édouard de Lannoy et Rodolphe d'Autriche, avec Guido Schieffen (violoncelle) et Olaf Dressler (piano) (CPO 777 224-2)
- 2010 : Three Clarinet Concertos d'Andreas Goepfert (Carl Andreas Göpfert), avec l'Orchestre philharmonique d'Iena (Jenaer Philharmonie), dir. Johannes Moesus (CPO 777 407-2)
- Sinfonia Concertante for four clarinets, Op.2 de Louis Alexander Balthasar Schindelmeisser, avec Waldemar Wandel, Guido Stier et Heide Huber (clarinettes) et le Bamberger Symphoniker, dir. Hans Stadlmair
- Sinfoniae Concertanti de François Devienne, avec Waldemar Wandel (clarinette) et le North German Radio Symphony Orchestra, dir. Wolf-Dieter Hauschild (CD Koch Swann)
- Klarinettenquintette KV 581, KV 580b, KV 516c, KV 581a de Wolfgang Amadeus Mozart, avec le Leopolder Quartett (MDG)